# Усть-Хмелевка (Новосибірська область)
Усть-Хмелевка (рос. Усть-Хмелевка) — присілок у Ординському районі Новосибірської області Російської Федерації.
Входить до складу муніципального утворення Нижньокаменська сільрада. Населення становить 290 осіб (2010).

## Історія
Згідно із законом від 2 червня 2004 року органом місцевого самоврядування є Нижньокаменська сільрада.

## Населення
| 2002 | 2007 | 2010 |
| ---- | ---- | ---- |
| 419  | ↘369 | ↘290 |